# Гливицький повіт
Гливицький повіт (пол. powiat gliwicki) — один з 17 земських повітів Сілезького воєводства Польщі.
Утворений 1 січня 1999 року в результаті адміністративної реформи.

## Загальні дані
Повіт знаходиться у західній частині воєводства.
Адміністративний центр — місто Гливиці (не входить до складу повіту).
Станом на 1.01.2008 населення становить 114 490 осіб, площа 664,38 км².

## Демографія
Демографічні дані повіту станом на 30.06.2005:
|       | Всього  | Всього | Жінки  | Жінки | Чоловіки | Чоловіки |
| ----- | ------- | ------ | ------ | ----- | -------- | -------- |
|       | осіб    | %      | осіб   | %     | осіб     | %        |
| Повіт | 115 476 | 100    | 59 377 | 51,4  | 56 099   | 48,6     |
| Міста | 64 862  | 100    | 33 479 | 51,6  | 31 383   | 48,4     |
| Села  | 50 614  | 100    | 25 898 | 51,2  | 24 716   | 48,8     |